# 小笠原茉莉
小笠原 茉莉（おがさわら まり、1989年3月8日 - ）は、日本の元子役・元声優。東京都出身。

## 来歴・人物
- ムーン・ザ・チャイルド[1]に所属していた。
- 人気の昼ドラマ『新・天までとどけ』シリーズでは、足掛け4年以上に亘り杉本家の四女・文恵の役を演じ抜いた。

## 出演作品
テレビドラマ
- 法医学教室の事件ファイル(8)『真犯人も知らない「温かい死体」の謎！』（ANB, 1998年5月9日）
- 新・天までとどけ（TBS, 1999年12月13日 - 2000年3月17日）- 杉本 文恵 役
- ココだけの話 第7回－B『おそれ』（ANB, 2001年2月24日）
- 新・天までとどけ２（TBS, 2001年2月26日 - 4月20日）- 杉本 文恵 役
- 新・天までとどけ３（TBS, 2002年4月15日 -  6月7日）- 杉本 文恵 役
- タクシードライバーの推理日誌(16)（ANB, 2002年7月6日）- 秋津 茜 役
- スカイハイ 第1シリーズ 第8話（ANB, 2003年3月7日）
- 新・天までとどけ４（TBS, 2003年3月10日 - 5月2日）- 杉本 文恵 役
- 新・天までとどけ５（TBS, 2004年3月1日 - 4月23日）- 杉本 文恵 役

映画
- ポッキー坂恋物語　かわいいひと（1998年10月17日公開）- はな 役
- フシギのたたりちゃん（2000年7月15日公開）- ヨッちゃん 役

テレビアニメ
- NieA_7（2000年4月26日 - 7月19日）- 狩田 智絵 役